# Wilm Roil
Wilm Roil (* 1942) ist ein deutscher Schauspieler.

## Leben
Seine Ausbildung zum Schauspieler absolvierte Roil an der Theaterhochschule Leipzig, worauf schnell einige Engagements folgten, u. a. in den Krimireihen Tatort, Derrick und Ein Fall für zwei.
1986 wirkte er in der US-amerikanischen Fernsehproduktion Väter und Söhne – Eine deutsche Tragödie mit, die gleichzeitig sein erstes ausländisches Rollenengagement in seiner Karriere darstellte.
Einem breiten Publikum wurde er bekannt durch die Rolle des Manfred Busch in der ARD-Vorabendserie Marienhof, in der er vom 1. Oktober 1992 bis April 1994 zu sehen war. Als Grund, weshalb er in der Serie mitwirkte, gab er „die ersten sechs guten Bücher“ an. Viktoria Brams, die damals Roils Seriengattin Inge Busch verkörperte, wirkte als einzige Darstellerin des ursprünglichen Casts bis zur letzten Folge im Jahr 2011 mit.
Neben weiteren Engagements in Krimiserien war Roil zuletzt vermehrt in Kurzfilmen zu sehen.

## Filmografie

### Kino
- 1987: Das Mädchen mit den Feuerzeugen (als Krüger)
- 2003: Der Plan des Herrn Thomaschek (Kurzfilm) (als Herr Thomaschek)
- 2004: Der Bananenkaktus (Kurzfilm) (als Reisebürokaufmann)
- 2004: Jump! (Kurzfilm)
- 2006: Night of the Shorts – Die letzten Tage (Kurzfilm)
- 2006: Shoppen (als Leiter)

### Fernsehen
- 1980/1991: Tatort
  - 1980: Kein Kinderspiel (als Bagel)
  - 1991: Bis zum Hals im Dreck (als Kessler)
- 1981: Der Fuchs von Övelgönne – Hochzeitsreise
- 1985: Gambit
- 1986: Väter und Söhne – Eine deutsche Tragödie
- 1986: Detektivbüro Roth – Waffen für den großen Sturm (als Ramirez)
- 1987: Hafendetektiv – Der Tod des Schiffers
- 1987: Derrick – Koldaus letzte Reise (als Willi Joksch)
- 1987: Verkehrsgericht, Folge 18
- 1988: Familienschande (als Quentin Olsen)
- 1988/2003: Ein Fall für zwei
  - 1988: Der Mann auf dem Foto (als Architekt Wilan)
  - 2003: Die Staatsanwältin (als Robert Neigel)
- 1989: Der Bastard (als Brosio)
- 1989: Forsthaus Falkenau (als Dr. Worms)
- 1989: Die Männer vom K3 – Volle Deckung, Kopf runter!
- 1992: Oppen und Ehrlich
- 1992–1994: Marienhof (als Manfred Busch)
- 1992: SOKO 5113 – Feuer im Herz (als Toni Ferrara)
- 1994: Die Wache – Übernachtung mit Frühstück (als Skaska)
- 1996: Der Bulle von Tölz: Palermo ist nah (als Eustachius „Eusi“ Bernhard)
- 1996: Der König – Chicago, Chicago (als Werner Krause)
- 1996: Wildbach – Falscher Alarm (als Touristikunternehmer Schneider)
- 1997: Anwalt Abel – Die Spur des Mädchenmörders (als Richter)
- 1998: Der Mann für alle Fälle – Die Hure Babylon
- 1998: Ein Anzug für jede Gelegenheit
- 1999: Wie war ich, Doris? – Die Unbestechlichen (als Stresser)
- 2003: Siska – Russenmusik (als Philip Meinhard)
- 2008: Ein riskantes Spiel (als Dr. Senntker)
- 2009: Am Ende kommt die Wende